# Xã Brookline, Quận Greene, Missouri
Xã Brookline (tiếng Anh: Brookline Township) là một xã thuộc quận Greene, tiểu bang Missouri, Hoa Kỳ. Năm 2010, dân số của xã này là 2.500 người.